# Festtag des Königs
Das Fest des Königs (französisch Fête du Roi; niederländisch Koningsdag) ist ein belgischer Festtag am 15. November zu Ehren des Königs, der kein nationaler Feiertag ist.

## Datum
Nach der Unabhängigkeit Belgiens 1830 wurde Leopold I. zum König der Belgier gewählt und legte am 21. Juli 1831 seinen Eid auf die Verfassung ab. Dies wurde an 1890 zum Nationalfeiertag. Unter Leopold I. (1831 – 1865) wurde sein Geburtstag am 16. Dezember und der „Tag des Eids“ am 21. Juli gefeiert. Unter seinem Nachfolger Leopold II. (1865 – 1909), der Katholik war, wurde statt des Geburtstags ab 1866 sein Namenstag gefeiert, der 15. November als Todestag des Heiligen Leopold III. von Österreich (1073 – 1136).
Der Nachfolger, Albert I. (1909 – 1934) verlegte den Festtag zunächst auf den 26. November, seinen Namenstag nach dem heiligen Albert (Adalbert) von Oberaltaich. Da jedoch 1912 seine Mutter Maria Luise von Hohenzollern-Sigmaringen an diesem Tag starb, verlegte er den Festtag zurück auf den 15. November. Nach dem Ersten Weltkrieg wurde 1922 der 11. November zum offiziellen Feiertag, als Tag des Waffenstillstands 1918. Da nun der 15. November nur vier Tage später war, wurde der Festtag auf Vorschlag des damals sehr einflussreichen Kardinals und Erzbischof von Belgien Désiré-Joseph Mercier auf den 27. November verlegt, der als neuer Namenstag von Albertus Magnus bestimmt wurde. Albert der Große (etwa 1200 – 1280) war zwar bereits 1622 seliggesprochen, aber erst am 16. Dezember 1931 von Papst Pius XI. heiliggesprochen worden. Dieser legte als Namenstag dann den 15. November fest, der Todestag Albert des Großen.
Mit Amtsantritt des Königs Leopold III. (König 1934 – 1951) wurde der Festtag des Königs endgültig auf den 15. November gelegt, der nun Namenstag für Leopold und Albert war.

## Name

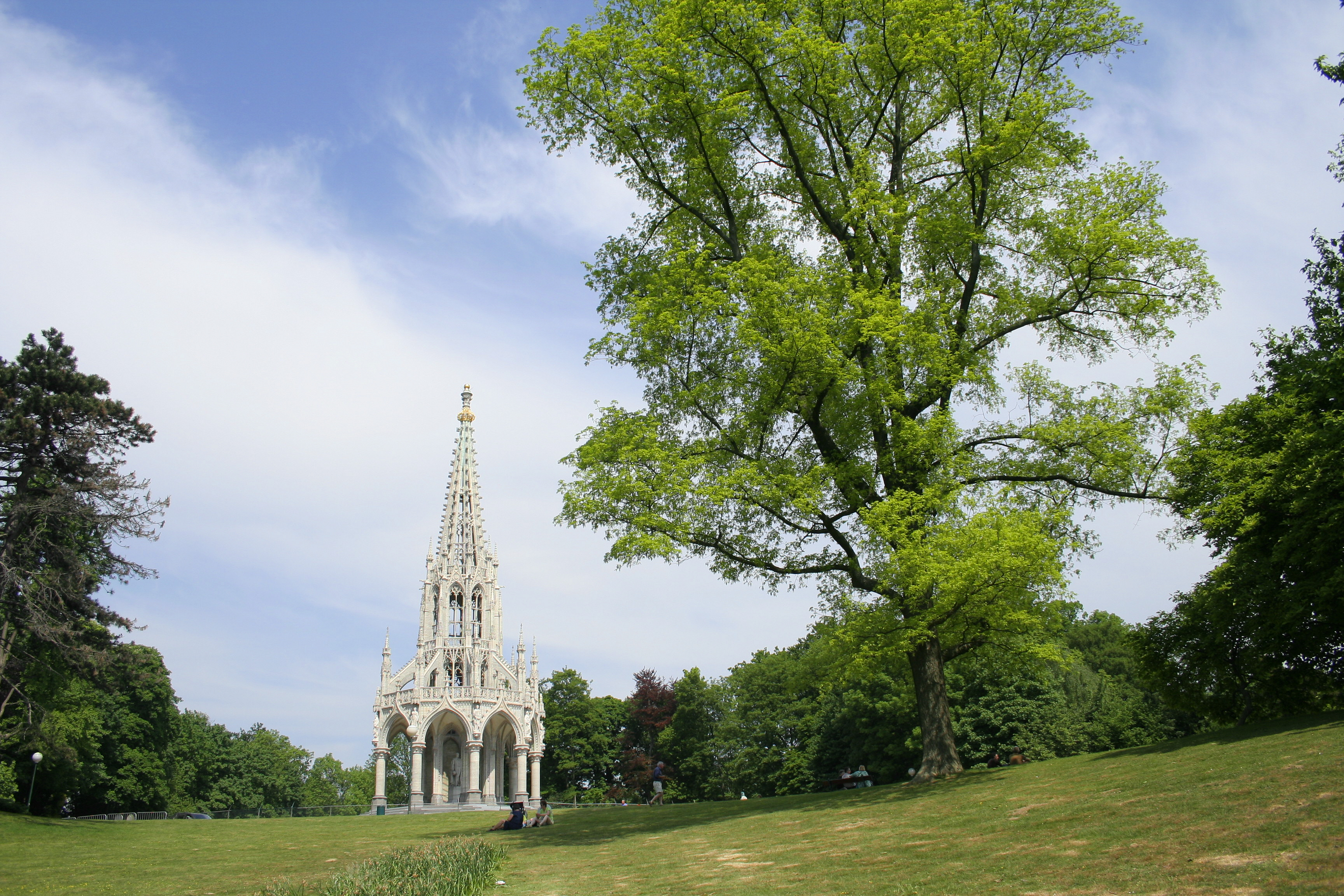
Denkmal der Dynastie im Laken-Park.

Unter Leopold II. wurde der Tag als Namenstag Seiner Majestät des Königs (frz.: Fête Patronale de Sa Majesté le Roi; ndl.: Naamfeest van Zijne Majesteit de Koning) begangen.
Während der Regentschaft von Prinz Karl (1944 – 1950) beschloss die belgische Regierung 1945, den Tag zum Festtag der Dynastie umzuwidmen (frz.: Fête Patronale de la Dynastie; ndl.: Feest van de Dynastie), um darauf zu verweisen, dass der König abwesend ist.
König Balduin (1951 – 1993) legte kurz nach seiner Thronbesteigung 1952 fest, dass der 15. November fortan ausschließlich Fest des Königs heißen soll. Trotzdem und trotz einer entsprechenden Verordnung des Innenministers in der Regierung von Ministerpräsident Jean Van Houtte von 1953 wird weiterhin oft fälschlicherweise vom „Tag der Dynastie“ gesprochen.

## Zeremonie
Bis 2000 wurde das Fest des Königs mit einem Te Deum in der Nationalbasilika des Heiligen Herzens in Koekelberg gefeiert, unter Leitung des Erzbischofs von Mecheln-Brüssel als Primas der Katholischen Kirche in Belgien.
Seit 2001 findet mittags im Palast der Nation, dem Sitz des Parlaments und des Senats, eine offizielle nichtkonfessionelle Zeremonie statt, bei der Ehrungen verdienter Bürger vorgenommen werden und nationale Orden verliehen werden. Dazu zählen der Kronenorden, der Orden Leopolds II. und der Leopoldsorden.
Vormittags findet auf Initiative der Kirche weiterhin ein Te Deum in der Kathedrale St. Michael und St. Gudula in Brüssel statt, an dem die Königsfamilie teilnimmt.

## Feiertag

Emblem der Deutschsprachigen Gemeinschaft Belgiens

Das Fest des Königs am 15. November ist in den nationalen („föderalen“) Behörden ein freier Tag, auch in einigen anderen öffentlichen Einrichtungen.
Im belgischen Heer wird an dem Tag ein Bankett zu Ehren des Königs ausgerichtet (Repas de Corps).
Auch an der Universität Gent ist der 15. November ein Feiertag.
Die Deutschsprachige Gemeinschaft hat sich den 15. November seit 1990 zu ihrem Feiertag ausgewählt, da man sich »als Minderheit unter die ganz besondere Obhut des Staatsoberhauptes« begeben wolle.

## Nachweise
1. ↑  Jeroen Janssens: De Belgische natie viert. De Belgische nationale feesten 1830–1914. Universitaire Pers Leuven, Löwen 2001, ISBN 90-5867-175-5.
2. ↑  Website der Königlichen Militärakademie: Französisch (Memento des Originals vom 14. September 2019 im Internet Archive)  Info: Der Archivlink wurde automatisch eingesetzt und noch nicht geprüft. Bitte prüfe Original- und Archivlink gemäß Anleitung und entferne dann diesen Hinweis.
3. ↑  Offizielle Website der belgischen Monarchie
4. ↑  Diskussion um Festtag der DG nimmt Fahrt auf, in: Grenzecho vom 16. April 2012